# Pselliophora henryi
Pselliophora henryi är en tvåvingeart som beskrevs av Edwards 1927. Pselliophora henryi ingår i släktet Pselliophora och familjen storharkrankar.
Artens utbredningsområde är Sri Lanka. Inga underarter finns listade i Catalogue of Life.